# CD1
세포표면항원무리 1 (CD1)은 다양한 인간 항원 전달 세포 표면에서 발현되는 당단백질 계열이다. 그들은 클래스 I MHC 분자와 관련이 있으며 T세포에 대한 지질 항원의 제시에 관여한다. 그러나 정확한 기능은 알려져 있지 않다.

## 유형
CD1 당단백질은 주로 지질 고정이 다른 두 그룹으로 분류할 수 있다.
- CD1a, CD1b, CD1c (그룹 1 CD1 분자)는 항원 제시에 특화된 세포에서 발현된다.[3]
- CD1d (그룹 2 CD1)는 더 다양한 세포에서 발현된다.

CD1e는 중간 형태로 세포 내에서 발현되며 그 역할은 현재 명확하지 않다.

## 인간에서의 CD1

### 그룹 1
그룹 1 CD1 분자는 외래 지질 항원, 특히 다수의 마이코박테리아 세포벽 성분을 CD1 특이적 T 세포에 제시하는 것으로 나타났다.

### 그룹 2
그룹 2 CD1의 천연 항원은 특성이 잘 규명되지 않았지만 원래 해양 해면에서 발견되는 화합물에서 분리된 합성 당지질인 알파-갈락토실세라마이드는 강력한 생물학적 활성을 가지고 있다.
그룹 2 CD1 분자는 CD161과 같은 NK 표면 마커의 발현 때문에 자연 살해 T 세포로 알려진 T세포 그룹을 활성화한다. NKT (Natural Killer T) 세포는 CD1d 제시 항원에 의해 활성화되며 일반적으로 인터페론-감마 및 IL-4 생산으로 대표되는 Th1 및 Th2 사이토카인을 빠르게 생산한다.
그룹 2(CD1d) 리간드 알파-갈락토실세라마이드는 현재 진행성 비혈액암 치료를 위한 1상 임상 시험에 있다.

### 진단 관련성
CD1 항원은 흉선의 피질 세포에서 발현되지만 성숙한 T세포에서는 발현되지 않는다. 이것은 종종 이러한 집단의 종양 세포에서 사실로 남아 있으므로 CD1 항원의 존재는 T 세포 전구체에서 발생하는 일부 흉선종 및 악성 종양을 식별하기 위해 진단 면역조직화학에서 사용될 수 있다. 특히 CD1a는 랑게르한스 세포의 특이적 표지자이므로 랑게르한스 세포 조직구증의 진단에도 사용할 수 있다. CD1 양성을 나타낼 수 있는 다른 조건에는 골수성 백혈병 및 일부 B세포 림프종이 포함된다.

## 소와 생쥐에서의 CD1
쥐는 그룹 1 CD1 분자가 없고 대신 CD1d 2개를 가지고 있다. 따라서 쥐는 다양한 질병 모델에서 CD1d 및 CD1d 의존적 NKT 세포의 역할을 특성화하기 위해 광범위하게 사용되었다.
소는 그룹 2 CD1 분자가 부족하고 확장된 그룹 1 CD1 분자 세트를 가지고 있음이 최근 밝혀졌다. 이것과 소가 인간의 병원균인 소결핵균의 자연 숙주라는 사실 때문에 소를 연구하면 그룹 1 CD1 항원 제시 시스템에 대한 통찰력을 얻을 수 있을 것이다.